# 다락방 (라디오 프로그램)
다락방은 2012년 4월 21일부터 2014년 5월 11일까지 2년간 경인방송 iTVFM에서 주말 밤 8시부터 밤 10시까지 방송했던 라디오 프로그램이다.

## 역대 DJ
- 이상미 : 2012년 4월 21일 ~ 2013년 3월 17일
- 김소영 : 2013년 3월 23일 ~ 2014년 5월 11일